# Dyspessacossus
Dyspessacossus is een geslacht van vlinders van de familie van de Houtboorders (Cossidae). De wetenschappelijke naam en de beschrijving van dit geslacht werden voor het eerst in 1953 gepubliceerd door Franz Daniel.

## Soorten
- D. fereidun (Grum-Grshimailo, 1895)
- D. funkei (Röber, 1896)
- D. hadjinensis Daniel, 1953